# Kmety Károly
Kmety Károly (Hódmezővásárhely, 1863. február 17. – Budapest, Józsefváros, 1929. január 5.) magyar jogász, jogtudós, a jogi és politikai tudományok doktora, egyetemi rendkívüli tanár.

## Életútja
Kmety Károly városi hivatalnok és Auer Erzsébet fia. Középiskoláit szülővárosában végezte; a jogot a budapesti egyetemen hallgatta, ahol pálya- és ösztöndíjat nyert. Az egyetemi tanfolyam elvégzése és katonai szolgálata teljesítése után báró Sennyey Pál országbiró legidősebb fiának jogi tanára lett. 1888-ban letette a köz- és váltóügyi vizsgát és egyetemi magántanári képesítést nyert a magyar közigazgatási jogból. Mint magántanár két évben külföldre, nevezetesen Porosz- és Franciaországba küldetett állami segéllyel, hogy szaktanulmányait kiegészítse. 1889-ben Szilágyi Dezső igazságügyminiszter, mint fogalmazót maga mellé vette és ily minőségben főleg közjogi és közigazgatási jogi vélemények készítésével foglalkozott 1892. július 11-ig, amikor a Pozsonyi Királyi Jogakadémia rendes tanárává nevezték ki. 1896. szeptember 9-én a budapesti egyetemen rendszeresített közigazgatási jogi tanszékre rendkívüli tanárrá neveztetett ki, 1902-től haláláig az intézmény nyilvános rendes tanára (közigazgatási jog, közjog) volt. Függetlenségi párti országgyűlési képviselőként tevékenykedett két cikluson át. Halálát agyvérzés okozta. Felesége Schmalhofer Paula volt.
Cikkei a Nyugatmagyarországi Hiradóban (1892–96. a város német maradisága ellen intézett több mint 50 támadó cikket), a Politikai Szemlében (1892. Az új porosz községi törvény), a Jogtudományi Közlönyben (1892-től), a Jogban (1894-től), a Közgazdasági Szemlében (1894. A «Conseil de préfecture» mint a közigazgatósági biróság), politikaiak a Nemzetben és Magyar Ujságban, vezércikkei az Egyetértésben; A Pallas Nagy Lexikonába több mint száz szakcikket írt.

## Munkái
- A porosz közigazgatási reformról. Bpest, 1891. (M. Jogászegyleti Értekezések VI. 7.)
- A közigazgatási biróságok hatáskörének szabályozásáról. Uo. 1891. (M. Jogászegyl. Értek. VII. 1.)
- A hatásköri összeütközés birósága. Pár szó a Wlassics-féle törvénytervezethez. Uo. 1895. (Különnyomat a Jogtudom. Közlönyből.)
- A magyar közigazgatási jog kézikönyve. Uo. 1898. (Ism. M. Kritika 1897. 2. sz.).
- A magyar közigazgatási jog kézikönyve. Budapest : Politzer, 1897. [7], 944 p.
- A magyar közigazgatási jog kézikönyve. Budapest : Politzer Zsigmond és Fia Könyvkereskedés, 1902. 970 p.
- A magyar közjog tankönyve. Budapest : Politzer, 1902. 489 p.
- A magyar pénzügyi jog kézikönyve. Budapest : Politzer, 1902 657 p.
- A magyar közjog alapintézményei (Bp., 1902)
- A magyar közigazgatási jog kézikönyve. Budapest : Politzer, 1905. [4], 890 p.
- A magyar közigazgatási jog kézikönyve. Budapest : Politzer, 1907., 946 p.
- A magyar közigazgatási és pénzügyi jog kézikönyve. 6.javított kiadás. Budapest : Grill, 1911. 2 kötet
  - 1.kötet: 742 p.
  - 2.kötet: 735 p.
- A magyar közjog tankönyve. Budapest : Grill, 1911. 568 p.
- Elmélkedés a magyar nemzeti czímer és lobogó jussáról. Budapest : Politzer, 1903. 41
- Véleményem a királykérdésben. Budapest : Franklin Ny., 1921. 28 p.
- Magyar közigazgatási és pénzügyi jog. Budapest : Grill, 1926. 700 p

### Kéziratban
- A magyar vizügyi közigazgatás joga (magántanári habilitatio alapjául szolgáló munka); Extraordinaria cognitio (egyetemi pályanyertes mű).